# Rối loạn phát triển
Rối loạn phát triển bao gồm một nhóm các tình trạng tâm thần bắt nguồn từ thời thơ ấu liên quan đến suy yếu nghiêm trọng ở các khu vực khác nhau. Có một số cách khác nhau trong việc sử dụng thuật ngữ này. Khái niệm hẹp nhất được sử dụng trong danh mục "Rối loạn cụ thể về phát triển tâm lý" trong ICD-10.  Những rối loạn này bao gồm rối loạn ngôn ngữ phát triển, rối loạn học tập, rối loạn vận động và rối loạn phổ tự kỷ. Trong định nghĩa rộng hơn ADHD được bao gồm, và thuật ngữ được sử dụng là rối loạn phát triển thần kinh. Tuy nhiên, những chứng khác bao gồm hành vi chống đối xã hội và tâm thần phân liệt bắt đầu từ thời thơ ấu và tiếp tục trong suốt cuộc đời. Tuy nhiên, hai điều kiện sau này không ổn định như các rối loạn phát triển khác và không có bằng chứng về trách nhiệm di truyền chung.
Rối loạn phát triển có mặt từ đầu đời. Hầu hết cải thiện khi đứa trẻ lớn lên, nhưng một số khiếm khuyết kéo dài suốt cuộc đời. Có một thành phần di truyền mạnh mẽ; nhiều nam giới bị ảnh hưởng hơn nữ giới.

## Xuất hiện
Khuyết tật học tập được chẩn đoán khi trẻ còn nhỏ và mới bắt đầu đi học. Hầu hết các khuyết tật học tập được tìm thấy dưới 9 tuổi.
Trẻ nhỏ bị rối loạn giao tiếp có thể không nói được gì, hoặc có thể có vốn từ vựng hạn chế cho lứa tuổi của chúng. Một số trẻ bị rối loạn giao tiếp gặp khó khăn trong việc hiểu các hướng đơn giản hoặc không thể đặt tên cho các đối tượng.  Hầu hết trẻ bị rối loạn giao tiếp có thể nói khi đến trường, tuy nhiên, chúng tiếp tục gặp vấn đề với giao tiếp.  Trẻ em trong độ tuổi đi học thường có vấn đề về hiểu và sắp xếp từ ngữ. Thanh thiếu niên có thể gặp khó khăn hơn với việc hiểu hoặc thể hiện ý tưởng trừu tượng.

### Nguyên nhân
Các nghiên cứu khoa học về nguyên nhân của rối loạn phát triển liên quan đến nhiều lý thuyết khác nhau. Một số khác biệt chính giữa các lý thuyết này liên quan đến việc môi trường có phá vỡ sự phát triển bình thường hay không, hoặc nếu bất thường được xác định trước. Sự phát triển bình thường xảy ra với sự kết hợp của sự đóng góp từ cả môi trường và di truyền. Các lý thuyết khác nhau ở phần mà mỗi yếu tố phải đóng trong sự phát triển bình thường, do đó ảnh hưởng đến cách gây ra những bất thường.
Một lý thuyết hỗ trợ các nguyên nhân môi trường của rối loạn phát triển liên quan đến căng thẳng ở thời thơ ấu. Nhà nghiên cứu và bác sĩ tâm thần trẻ em Bruce D. Perry, MD, Ph.D, đưa ra giả thuyết rằng các rối loạn phát triển có thể được gây ra bởi chấn thương ở trẻ nhỏ. Trong các tác phẩm của mình, ông so sánh các rối loạn phát triển ở trẻ em bị chấn thương với người lớn bị rối loạn căng thẳng sau chấn thương, liên kết căng thẳng môi trường cực đoan với nguyên nhân gây khó khăn phát triển.  Các lý thuyết căng thẳng khác cho thấy rằng ngay cả những căng thẳng nhỏ cũng có thể tích lũy để dẫn đến rối loạn cảm xúc, hành vi hoặc xã hội ở trẻ em.
Một nghiên cứu năm 2017  đã thử nghiệm tất cả 20.000 gen trong khoảng 4.300 gia đình có trẻ em gặp khó khăn phát triển hiếm gặp ở Anh và Ireland để xác định xem những khó khăn này có phải là nguyên nhân di truyền hay không. Họ đã tìm thấy 14 rối loạn phát triển mới gây ra bởi đột biến gen tự phát không tìm thấy ở cả bố và mẹ (chẳng hạn như lỗi ở gen CDK13). Họ ước tính rằng khoảng một trong 300 trẻ em được sinh ra với các đột biến gen tự phát liên quan đến các rối loạn phát triển hiếm gặp.